# Lobo (Fernsehserie)
Lobo ist eine philippinische Drama-Fernsehserie, die vom 28. Januar bis zum 11. Juli 2008 auf ABS-CBN ausgestrahlt wurde.

## Handlung
Die Geschichte konzentriert sich auf die jungen Liebenden Lyka Raymundo und Noah Ortega. Lyka ist eine Mode-Assistentin im Haus von Elle und strebt danach, eine Modedesignerin zu werden. Sie lebt mit ihrer Tante Clara Rivero und ihrem Stiefcousin Anton zusammen. Erstgenannte missbilligt Claras Entscheidung, eine künstlerische Karriere zu verfolgen.
Noah ist ein zweiter Leutnant in der philippinischen Armee und der Adoptivsohn von General Leon Cristobal. Sein leiblicher Vater starb bei einem tragischen Unfall mit einem Wolf. Noah wird in die Luna-Truppe rekrutiert, ein Eliteteam, das die Menschen vor gefährlichen Werwölfen und Vampiren schützen soll.
Lykas Position als Mode-Assistentin bei Lady Elle führt dazu, dass sie als letzte Hoffnung für ihre Kollegen, die White Wolves, betrachtet wird, eine Fraktion/Clan der philippinischen Werwölfe namens "Ang Huling Bantay". Durch das Haus von Elle kreuzt Lyka Noahs Weg, der gleichzeitig Bodyguard und Fahrer von Lady Elle ist. Unwissentlich stellt sich heraus, dass er ihr früherer Kindheitsfreund "Jay-Jay" ist, von dem sie dachte, er sei bereits lange tot. Als Lyka und Noah sich schließlich treffen und sich ineinander verlieben, gibt es etwas, das sie auseinanderzureißen droht. Etwas, das Noah niemals akzeptieren kann. Die aufkeimende Romanze zwischen den beiden wird durch die Anwesenheit von Gabrielle Dizon und Anton Rivero beeinträchtigt. Gabrielle ist eine Agentin, die versucht, Noah abzulenken, während Anton in Lyka verliebt ist und alles daran setzt, seine Liebe zu beweisen.
In der Geschichte gibt es zwei gegensätzliche Gruppen: die Luna und die Waya. Die Mitglieder der Luna-Organisation hegen einen Groll gegen die Werwölfe, während die Waya die Beschützer der Lobo (Werwölfe) sind und eine harmonische Koexistenz mit den gewöhnlichen Menschen anstreben.

## Besetzung
| Schauspieler    | Rolle                           |
| Angel Locsin    | Lyka Raymundo-Ortega            |
| Piolo Pascual   | Noah Ortega                     |
| Shaina Magdayao | Gabrielle Dizon                 |
| Geoff Eigenmann | Alec Aragon / Remus             |
| Ryan Eigenmann  | Anton Rivero                    |
| Pilar Pilapil   | Eleanora Blancaflor (Lady Elle) |
| Agot Isidro     | Nessa Raymundo                  |
| Dante Rivero    | Leon Cristobal                  |
| Robert Arevalo  | Manolo Sebastian                |
| Dimples Romana  | Trixie                          |
| Irma Adlawan    | Clara Rivero                    |